# Peliyagoda
Peliyagoda es una ciudad de Sri Lanka en el distrito de Gampaha, provincia Occidental.

## Geografía
Se encuentra a una altitud de 6 m s. n. m. a 8 km de la capital nacional, Colombo, en la zona horaria UTC +5:30.

## Demografía
Según estimación 2011 contaba con una población de 28 784 habitantes.